# Mariä Himmelfahrt (Oberbach)

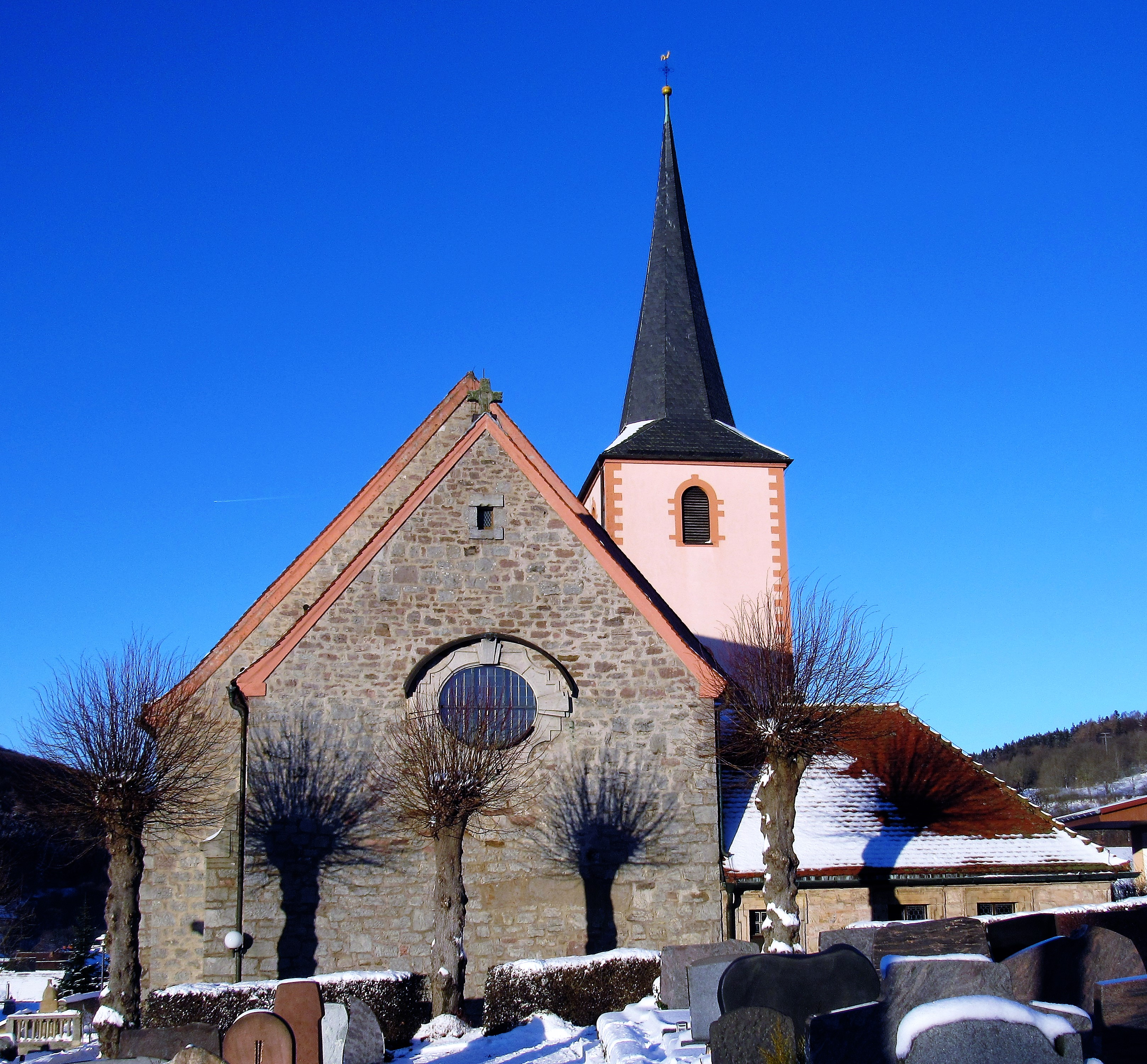
Die Kirche in Oberbach

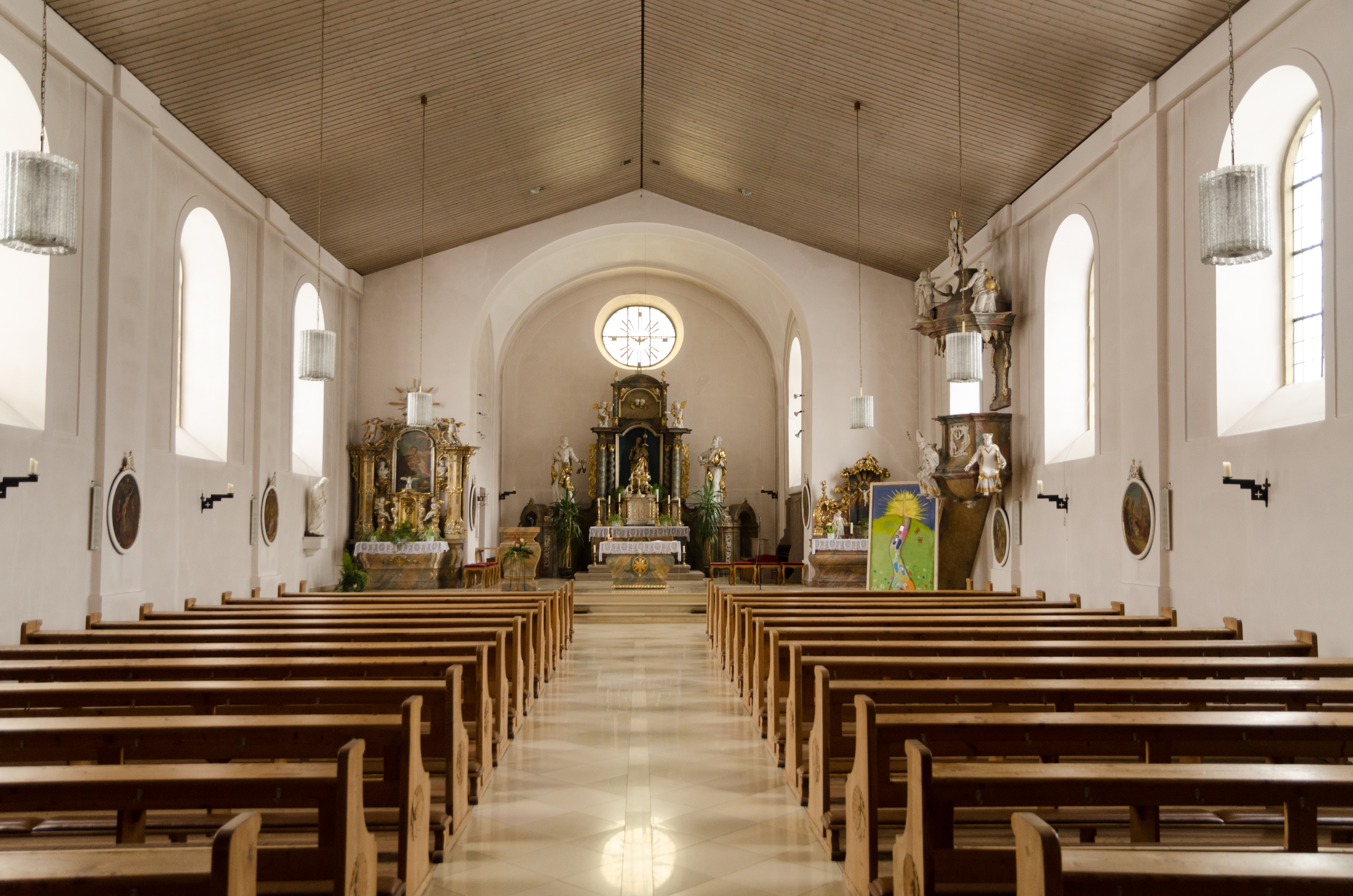
Inneres der Kirche

Die römisch-katholische Pfarrkirche Mariä Himmelfahrt ist die Dorfkirche von Oberbach, einem Ortsteil des Marktes Wildflecken im unterfränkischen Landkreis Bad Kissingen. Die Kirche gehört zu den Baudenkmälern von Wildflecken und ist zusammen mit der Kirchhofmauer, den fünf Kreuzwegstationen darin, dem Friedhofskreuz und zwei Bildstöcken bei der Kirche unter der Nummer D-6-72-163-22 in der Bayerischen Denkmalliste registriert. Die Pfarrei Oberbach bildet mit der Pfarrei Wildflecken/Oberwildflecken und der Kuratie Riedenberg die Pfarreiengemeinschaft Oberer Sinngrund.

## Geschichte
Oberbach gehörte ursprünglich zur Pfarrei Bischofsheim. Nach zahlreichen Bittbriefen und Beschwerden wegen des weiten Weges zum Gottesdienst stimmte der Würzburger Fürstbischof Friedrich von Wirsberg 1567 dem Bau einer Kapelle in Oberbach zu. Im Jahr 1589 gab sein Nachfolger Julius Echter von Mespelbrunn dem weiteren Drängen der Oberbacher nach und gründete die Pfarrei Oberbach mit den Filialen Rothenrain und Wildflecken. 1613 wurde das ursprüngliche Langhaus der heute noch bestehenden Kirche erbaut und der Kirchturm als Julius-Echter-Turm erhöht. 1690 wurde auch der neu besiedelte Ort Reußendorf zur Filiale von Oberbach. 1722 folgte Oberriedenberg und 1830 auch Unterriedenberg. Für Oberbach, Reußendorf und Rothenrain mit Silberhof (Riedenberg und Wildflecken hatten eigene Kapellen) wurde die Kirche zu klein. Deshalb wurde sie von 1919 bis 1921 südlich erweitert.

## Beschreibung
Die Kirche ist heute nach Süden ausgerichtet. Das einbezogene Langhaus von 1613 orientiert sich dagegen zum früheren Chor im Untergeschoss des östlichen Kirchturms. Die Altäre und die Kanzel sind dem Stil des Rokoko zuzuordnen. Am Hochaltar befinden sich in der Mitte eine Figur der Muttergottes und auf den Seitenpodesten die Apostel Petrus und Paulus. Am rechten Seitenaltar ist ein Kruzifix zu sehen, am linken Seitenaltar ein Gemälde des heiligen Antonius. Der Taufstein trägt die Aufschrift „FONS SACER (heilige Quelle) 1770“. Die Orgel ist auf der nördlichen Empore aufgestellt.